# Mistrzostwa Europy w Lekkoatletyce 1962
VII Mistrzostwa Europy w Lekkoatletyce rozgrywane były w dniach 12-16 września 1962 w Belgradzie.

## Mężczyźni

### Konkurencje biegowe
| Konkurencja                                    | Złoto                                                                              | Złoto      | Srebro                                                                              | Srebro  | Brąz                                                                                  | Brąz    |
| ---------------------------------------------- | ---------------------------------------------------------------------------------- | ---------- | ----------------------------------------------------------------------------------- | ------- | ------------------------------------------------------------------------------------- | ------- |
| Bieg na 100 metrów (szczegóły)                 | Claude Piquemal · Francja                                                          | 10,4       | Jocelyn Delecour · Francja                                                          | 10,4    | Peter Gamper · RFN                                                                    | 10,4    |
| Bieg na 200 metrów (szczegóły)                 | Owe Jonsson · Szwecja                                                              | 20,7 CR    | Marian Foik · Polska                                                                | 20,8    | Sergio Ottolina · Włochy                                                              | 20,8    |
| Bieg na 400 metrów (szczegóły)                 | Robbie Brightwell · Wielka Brytania                                                | 45,9 CR    | Manfred Kinder · RFN                                                                | 46,1    | Hans-Joachim Reske · RFN                                                              | 46,4    |
| Bieg na 800 metrów (szczegóły)                 | Manfred Matuschewski · NRD                                                         | 1:50,5     | Walerij Bułyszew · ZSRR                                                             | 1:51,2  | Paul Schmidt · RFN                                                                    | 1:51,2  |
| Bieg na 1500 metrów (szczegóły)                | Michel Jazy · Francja                                                              | 3:40,9 CR  | Witold Baran · Polska                                                               | 3:42,1  | Tomáš Salinger · Czechosłowacja                                                       | 3:42,2  |
| Bieg na 5000 metrów (szczegóły)                | Bruce Tulloh · Wielka Brytania                                                     | 14:00,6    | Kazimierz Zimny · Polska                                                            | 14:01,8 | Piotr Bołotnikow · ZSRR                                                               | 14:02,6 |
| Bieg na 10 000 metrów (szczegóły)              | Piotr Bołotnikow · ZSRR                                                            | 28:54,0 CR | Friedrich Janke · NRD                                                               | 29:01,6 | Roy Fowler · Wielka Brytania                                                          | 29:02,0 |
| Maraton (szczegóły)                            | Brian Kilby · Wielka Brytania                                                      | 2:23:19    | Aurèle Vandendriessche · Belgia                                                     | 2:24:02 | Wiktor Bajkow · ZSRR                                                                  | 2:24:20 |
| Bieg na 110 metrów przez płotki (szczegóły)    | Anatolij Michajłow · ZSRR                                                          | 13,8       | Giovanni Cornacchia · Włochy                                                        | 14,0    | Mykoła Berezucki · ZSRR                                                               | 14,2    |
| Bieg na 400 metrów przez płotki (szczegóły)    | Salvatore Morale · Włochy                                                          | 49,2 WR    | Jörg Neumann · RFN                                                                  | 50,3    | Helmut Janz · RFN                                                                     | 50,5    |
| Bieg na 3000 metrów z przeszkodami (szczegóły) | Gaston Roelants · Belgia                                                           | 8:32,6 CR  | Zoltan Vamoș · Rumunia                                                              | 8:37,6  | Nikołaj Sokołow · ZSRR                                                                | 8:40,6  |
| Sztafeta 4 × 100 metrów (szczegóły)            | RFN · Klaus Ulonska · Peter Gamper · Jochen Bender · Manfred Germar                | 39,5 CR    | Polska · Jerzy Juskowiak · Andrzej Zieliński · Zbigniew Syka · Marian Foik          | 39,5    | Wielka Brytania · Alf Meakin · Ron Jones · Berwyn Jones · David Jones                 | 39,8    |
| Sztafeta 4 × 400 metrów (szczegóły)            | RFN · Johannes Schmitt · Wilfried Kindermann · Hans-Joachim Reske · Manfred Kinder | 3:05,8 CR  | Wielka Brytania · Barry Jackson · Ken Wilcock · Adrian Metcalfe · Robbie Brightwell | 3:05,9  | Szwajcaria · Bruno Galliker · Jean-Louis Descloux · Marius Theiler · Hansruedi Bruder | 3:07,0  |
| Chód na 20 kilometrów (szczegóły)              | Ken Matthews · Wielka Brytania                                                     | 1:35:55    | Hans-Georg Reimann · NRD                                                            | 1:36:14 | Wołodymyr Hołubnyczy · ZSRR                                                           | 1:36:38 |
| Chód na 50 kilometrów (szczegóły)              | Abdon Pamich · Włochy                                                              | 4:18:47    | Grigorij Paniczkin · ZSRR                                                           | 4:24:36 | Don Thompson · Wielka Brytania                                                        | 4:29:00 |

### Konkurencje techniczne
| Konkurencja                | Złoto                      | Złoto    | Srebro                          | Srebro | Brąz                        | Brąz  |
| -------------------------- | -------------------------- | -------- | ------------------------------- | ------ | --------------------------- | ----- |
| Skok wzwyż (szczegóły)     | Walerij Brumel · ZSRR      | 2,21 CR  | Stig Pettersson · Szwecja       | 2,13   | Robert Szawłakadze · ZSRR   | 2,09  |
| Skok o tyczce (szczegóły)  | Pentti Nikula · Finlandia  | 4,80 CR  | Rudolf Tomášek · Czechosłowacja | 4,60   | Kauko Nyström · Finlandia   | 4,60  |
| Skok w dal (szczegóły)     | Igor Ter-Owanesian · ZSRR  | 8,19 CR  | Rainer Stenius · Finlandia      | 7,85   | Pentti Eskola · Finlandia   | 7,85  |
| Trójskok (szczegóły)       | Józef Szmidt · Polska      | 16,55 CR | Władimir Goriajew · ZSRR        | 16,39  | Oleg Fiedosiejew · ZSRR     | 16,59 |
| Pchnięcie kulą (szczegóły) | Vilmos Varjú · Węgry       | 19,02 CR | Wiktor Lipsnis · ZSRR           | 18,38  | Alfred Sosgórnik · Polska   | 18,28 |
| Rzut dyskiem (szczegóły)   | Władimir Trusieniow · ZSRR | 57,11 CR | Cees Koch · Holandia            | 55,96  | Lothar Milde · NRD          | 55,47 |
| Rzut młotem (szczegóły)    | Gyula Zsivótzky · Węgry    | 69,64 ER | Aleksiej Bałtowski · ZSRR       | 66,93  | Jurij Bakarinow · ZSRR      | 66,57 |
| Rzut oszczepem (szczegóły) | Jānis Lūsis · ZSRR         | 82,04 CR | Wiktor Cybułenko · ZSRR         | 77,92  | Władysław Nikiciuk · Polska | 77,66 |
| Dziesięciobój (szczegóły)  | Wasilij Kuzniecow · ZSRR   | 8026 CR  | Werner von Moltke · RFN         | 8022   | Manfred Bock · RFN          | 7835  |

## Kobiety

### Konkurencje biegowe
| Konkurencja                                | Złoto                                                                          | Złoto     | Srebro                                                             | Srebro | Brąz                                                                    | Brąz   |
| ------------------------------------------ | ------------------------------------------------------------------------------ | --------- | ------------------------------------------------------------------ | ------ | ----------------------------------------------------------------------- | ------ |
| Bieg na 100 metrów (szczegóły)             | Dorothy Hyman · Wielka Brytania                                                | 11,3 CR   | Jutta Heine · RFN                                                  | 11,3   | Teresa Ciepły · Polska                                                  | 11,4   |
| Bieg na 200 metrów (szczegóły)             | Jutta Heine · RFN                                                              | 23,5 CR   | Dorothy Hyman · Wielka Brytania                                    | 23,7   | Barbara Sobotta · Polska                                                | 23,9   |
| Bieg na 400 metrów (szczegóły)             | Marija Itkina · ZSRR                                                           | 53,4 WR   | Joy Grieveson · Wielka Brytania                                    | 53,9   | Tilly van der Zwaard · Holandia                                         | 54,4   |
| Bieg na 800 metrów (szczegóły)             | Gerda Kraan · Holandia                                                         | 2:02,8 CR | Waltraud Kaufmann · NRD                                            | 2:05,0 | Olga Kazi · Węgry                                                       | 2:05,0 |
| Bieg na 80 metrów przez płotki (szczegóły) | Teresa Ciepły · Polska                                                         | 10,6 CR   | Karin Balzer · NRD                                                 | 10,6   | Maria Piątkowska · Polska · Erika Fisch · RFN                           | 10,6   |
| Sztafeta 4 × 100 metrów (szczegóły)        | Polska · Teresa Ciepły · Barbara Sobotta · Elżbieta Szyroka · Maria Piątkowska | 44,5 ER   | RFN · Erika Fisch · Martha Pensberger · Maren Collin · Jutta Heine | 44,6   | Wielka Brytania · Ann Packer · Dorothy Hyman · Daphne Arden · Mary Rand | 44,9   |

### Konkurencje techniczne
| Konkurencja                | Złoto                       | Złoto    | Srebro                          | Srebro | Brąz                            | Brąz  |
| -------------------------- | --------------------------- | -------- | ------------------------------- | ------ | ------------------------------- | ----- |
| Skok wzwyż (szczegóły)     | Iolanda Balaș · Rumunia     | 1,83 CR  | Olga Gere · Jugosławia          | 1,76   | Linda Knowles · Wielka Brytania | 1,73  |
| Skok w dal (szczegóły)     | Tatjana Szczełkanowa · ZSRR | 6,36 CR  | Elżbieta Krzesińska · Polska    | 6,22   | Mary Rand · Wielka Brytania     | 6,22  |
| Pchnięcie kulą (szczegóły) | Tamara Press · ZSRR         | 18,55 WR | Renate Garisch-Culmberger · NRD | 17,17  | Galina Zybina · ZSRR            | 16,95 |
| Rzut dyskiem (szczegóły)   | Tamara Press · ZSRR         | 56,91 CR | Doris Müller · NRD              | 56,30  | Jolán Kontsek · Węgry           | 52,82 |
| Rzut oszczepem (szczegóły) | Elvīra Ozoliņa · ZSRR       | 54,93    | Maria Diaconescu · Rumunia      | 52,10  | Alewtina Szastitko · ZSRR       | 51,80 |
| Pięciobój (szczegóły)      | Galina Bystrowa · ZSRR      | 4833 CR  | Denise Guénard · Francja        | 4735   | Helga Hoffmann · RFN            | 4676  |

## Objaśnienia skrótów
WR - rekord świata
ER - rekord Europy
CR - rekord mistrzostw Europy